# Ptolemaios VII.
Ptolemaios VII. Neos Philopator (altgriechisch Πτολεμαῖος Νέος Φιλοπάτωρ Ptolemaíos Néos Philopátōr; * vor 152 v. Chr.; † wahrscheinlich um 143/142 v. Chr. oder 130 v. Chr.) war wohl der jüngere Sohn des ägyptischen Königs Ptolemaios VI. und dessen Schwestergemahlin Kleopatra II., aber nicht – wie in der früheren Forschung oft angenommen – 145/144 v. Chr. kurzzeitig Mitregent seines Vaters und nach dessen Tod König. Wahrscheinlich wurde er auf Befehl seines Onkels Ptolemaios VIII. ermordet.

## Leben
Im 19. Jahrhundert wurde durch die Entdeckung von Listen apotheosierter Pharaonen festgestellt, dass 118 v. Chr. ein Mitglied der seit dem Tod Alexanders des Großen (323 v. Chr.) über Ägypten herrschenden Dynastie der Ptolemäer in deren Reichskult unter dem Titel Theos Neos Philopator („junger vaterliebender Gott“) aufgenommen und sein Name zwischen jenen von Ptolemaios VI. und Ptolemaios VIII. eingeschoben worden war. Allerdings war kein Verwandtschaftsverhältnis dieses Neos Philopator zu den beiden bekannten Ptolemäern angegeben.
Häufig wurde Neos Philopator in der Forschung des 20. Jahrhunderts für den jüngeren Bruder des (bereits 152 v. Chr. verstorbenen) Ptolemaios Eupator und damit für den zweiten Sohn von Ptolemaios VI. und Kleopatra II. gehalten, der von seinem Vater 145 v. Chr. zum Mitregenten erhoben worden sei, nach dem baldigen Tod des Vaters mit seiner Mutter geherrscht habe und von seinem Onkel Ptolemaios VIII. kurz nach dessen Machtergreifung beseitigt worden sei. Letzteres wurde aus einer Notiz des wohl im 2. oder 3. Jahrhundert n. Chr. lebenden Historikers Iustinus gefolgert, wonach Ptolemaios VIII. am Tag seiner Hochzeit mit seiner Schwester Kleopatra II. deren Sohn von Ptolemaios VI. ermordet haben soll (145 oder 144 v. Chr.). Der Althistoriker Walter Otto nahm Neos Philopator, weil er dessen kurze eigenständige Herrschaft vermutete, als Ptolemaios VII. in das Verzeichnis der Pharaonen auf.
Ab Anfang der 1990er-Jahre kamen ernstliche Zweifel an der dargelegten Theorie auf. Es wurde zunächst dargelegt, dass die Quellen kaum einen Hinweis auf die angebliche Mitregentschaft des jüngeren Sohns Ptolemaios’ VI. liefern. Manche Historiker meinten nun, dass Ptolemaios VI. bei seinem Tod keinen lebenden Sohn hinterlassen habe. Nach der Veröffentlichung eines neuen Papyrus (1997) und dessen Interpretation durch M. Chauveau drei Jahre später scheint indessen festzustehen, dass es zwar tatsächlich einen jüngeren Sohn Ptolemaios’ VI. und Kleopatras II. gab, der allerdings entgegen der Behauptung des Iustinus von Ptolemaios VIII. nicht schon bei dessen Hochzeit mit Kleopatra II. ermordet wurde. Vielmehr wurde dieser jüngere Sohn Ptolemaios’ VI. wahrscheinlich von Ptolemaios VIII. zunächst als Thronerbe anerkannt und fungierte 144/143 v. Chr. als eponymer Alexanderpriester. Da aber aus den Reliefs des Tempels von Edfu zu schließen ist, dass bereits 142 v. Chr. der noch im Säuglingsalter stehende Sohn von Ptolemaios VIII. und Kleopatra II., Ptolemaios Memphites, neuer ägyptischer Kronprinz war, muss der jüngere Sohn Ptolemaios’ VI. zu diesem Zeitpunkt entweder bereits (eines wohl gewaltsamen Todes) gestorben oder enterbt worden sein.
Iustinus berichtet ferner, dass Ptolemaios VIII. nach seiner Vertreibung aus Alexandria durch Anhänger Kleopatras II. (130 v. Chr.) nach Zypern floh und seinen „ältesten Sohn“ aus Kyrene zu sich holen und umbringen ließ, damit dieser nicht zum Gegenkönig erhoben werden konnte. Sollte der jüngere Sohn Ptolemaios’ VI. damals noch am Leben gewesen sein, so war er vielleicht mit dem von Iustinus erwähnten „ältesten Sohn“ Ptolemaios’ VIII. identisch. Iustinus’ Bezeichnung könnte dann so zu verstehen sein, dass Ptolemaios VIII. den jüngeren Sohn seines Bruders adoptiert hatte, der in diesem Fall also erst 130 v. Chr. ums Leben gekommen wäre.
Während seines erzwungenen Zypern-Aufenthaltes ließ Ptolemaios VIII. jedenfalls ganz sicher seinen eigenen Sohn von Kleopatra II., Ptolemaios Memphites, ermorden. Dieser Memphites dürfte auch der in den Pharaonenlisten seit 118 v. Chr. erwähnte Theos Neos Philopator sein.